# Флаг Руанды
Государственный флаг Руанды (руанда Ibendera ry'Urwanda, англ. Flag of Rwanda, фр. Drapeau du Rwanda, суахили Bendera ya Rwanda) — один из государственных символов Руанды, наряду с гербом (эмблемой) и гимном. Состоит из трёх полос — синей, жёлтой и зелёной. Флаг был разработан 25 октября 2001 года и принят в качестве государственного 31 декабря 2001 года, заменив собой существовавший ранее флаг, который был назван новым правительством, пришедшим к власти по итогам гражданской войны 1990—1994 годов, одним из символов экстремизма предшественников, устроивших в стране геноцид, в котором погибло, по разным данным, от нескольких сотен тысяч до миллиона человек.

## История
С середины XIV века на территории современной Руанды существовало три крупных родоплеменных образования, которые назывались кланами. К началу следующего века эти кланы объединились в единое государство, в историографии называемое Королевством Руанда, которое вскоре стало доминирующим в регионе. Королевством правила династия Кигели, принадлежавшая к народности тутси — этническому меньшинству страны.
В 1897 году страна перешла под управление Германской империи, которая включила её в состав своей колонии — Германской Восточной Африки. В период Первой мировой войны контроль над территорией Руанды перешёл к бельгийцам, что затем было подтверждено Версальским договором, а позднее закреплено решением Лиги Наций, в результате чего была образована мандатная территория, получившая название Руанда-Урунди, в качестве единственного официального флага которой использовался государственный флаг Бельгии.
После начала африканского освободительного движения по окончании Второй мировой войны, представители этнического большинства страны хуту, при поддержке бельгийцев, совершили революцию в стране и провели референдум, который преобразовал страну в республику под бельгийским руководством. Правящие партии хуту 28 января 1961 года официально утвердили флаг, представлявший собой триколор панафриканских цветов — красного, жёлтого и зелёного. Эти цвета являлись символами крови, которая была пролита за свободу, мира и спокойствия, а также надежды и оптимизма.
В конце сентября 1961 года, чтобы отличать руандийский от идентичного по цветам гвинейского, на флаг была добавлена буква R, которая дополнительно символизировала название страны, революцию и проведённый референдум. Этот флаг остался неизменным и после объявления независимости страны 1 января 1962 года, под ним же был проведён геноцид в 1994 году и под ним же было свергнуто правительство хуту после его проведения.
В 1999 году новое правительство открыло памятник геноциду, а также объявило, что государственные символы будут изменены, так как они были объявлены символами экстремизма правительства хуту. 31 декабря 2001 года был поднят новый флаг.

## Описание
Задекларированный законом размер современного флага Руанды составляет 130 на 195 сантиметров. Он состоит из трёх полос — синей, которая занимает всю верхнюю половину флага, а также жёлтой и зелёной, которые разделяют нижнюю половину вдоль на две равные части. Соотношение сторон флага примерно 2 к 3. В верхнем кантоне у свободного края флага, на синей полосе, на расстоянии в 13 см от верхнего края и 14 см от правого расположено солнце, имеющее 24 луча. Изображение занимает 1/10 площади флага (диаметр солнца — 13 сантиметров, длина лучей — 42 сантиметра) и находится в наиболее удалённом от древка месте. Синяя полоса символизирует счастье и мир, жёлтая — экономическое развитие и минеральные богатства, зелёная — надежду на процветание. Солнце — символ просветления, свободы от незнания и единства.
Дизайн флага был разработан Альфонсом Киримобенечьо и представлен им 25 октября 2001 года.
Официальная цветовая схема, закреплённая в законе о флаге, соответствует системе Pantone в таблице ниже.
| Цвет    | Pantone  |
| ------- | -------- |
| Синий   | 299 c    |
| Зелёный | RAL 6029 |
| Жёлтый  | RAL 1023 |
| Жёлтый  | RAL 1003 |

При этом на соревнованиях используется другая цветовая схема, которая соответствует системе Pantone в таблице ниже.
| Цвет    | Pantone  | RGB       | HTML colors |
| ------- | -------- | --------- | ----------- |
| Синий   | PMS 3005 | 0-119-200 | #0077C8     |
| Жёлтый  | PMS 109  | 255-209-0 | #FFD100     |
| Золотой | PMS 130  | 242-169-0 | #F2A900     |
| Зелёный | PMS 3415 | 0-119-73  | #007749     |

## Использование
Флаг является государственной собственностью, однако компании, кооперативы, руандийцы и иностранцы имеют право на владение им и изготавливать любые предметы, его напоминающие. Флаг можно поднимать в административных зданиях и в других местах для официальных мероприятий. При установке флаг закрепляется таким образом, чтобы мачта, на которой он размещён, находилась на стороне, параллельной стороне с символом солнца. Флаг должен быть поднят на каждой государственной церемонии; он может быть опущен только если порвётся, загрязнится, износится или потеряет цвет текстуры или когда церемония подойдёт к концу. Помимо этого, с использованием флага дают присягу военнослужащие и государственные чиновники: для этого он держится присягающим, который поднимает левую руку (если человек не может этого сделать в силу инвалидности, то флаг ему подносят). Символ можно использовать на похоронах в некоторых случаях, при этом, согласно правилам, флаг, накрывающий гроб, не должен касаться земли и на него нельзя ничего ставить. Также его следует снять перед тем, как гроб отправится в могилу. Любое лицо, которое использует флаг не данным образом совершает преступление, за которое предусмотрено наказание в размере штрафа от 500 000 до 1 000 000 руандийских франков или срок от шести месяцев до одного года за решёткой. За умышленное использование другого флага в качестве национального предусмотрен штраф в размере от 100 000 до 200 000 франков или тюремный срок от одного года до трёх лет. Данное наказания также применяется за использование неверного флага или его кражу.

## Галерея

Флаг Германской Восточноафриканской компании
Флаг Германской Восточной Африки, использовавшийся во всех германских колониях.
Предложенный флаг Германской Восточной Африки, никогда не использовался из-за захвата германских колоний другими странами после Первой мировой войны
Флаг Бельгии, использовавшийся во времена Руанды-Урунди
Флаг, используемый после переворота Гитарамы (1961) республиканским правительством в течение последнего года Королевства Руанда
сентябрь 1961 — 31 декабря 2001
31 декабря 2001 — н. в.
Штандарт Президента Руанды